# Il profondo desiderio degli dei
Il profondo desiderio degli dei (神々の深き欲望?, Kamigami no fukaki yokubo) è un film del 1968 diretto da Shōhei Imamura.

## Trama
Il film documenta la società tradizionale di un'isola nell'estremo sud del Giappone, nelle isole Ryukyu (dette anche Okinawa) amministrata da un signorotto locale, e racconta gli eventi successivi all'arrivo di un ingegnere di Tokyo approdato per costruire un pozzo per la macinazione dello zucchero. Il film è molto vicino ad un documento antropologico e narra tradizioni oscure all'epoca così come oggi perfino agli stessi giapponesi.

## Riconoscimenti
- 1969 - Kinema Junpo Award
  - Miglior regista
  - Miglior film
- 1969 - Mainichi Film Concours
  - Miglior film
  - Miglior sceneggiatura
  - Miglior attore non protagonista (Kanjuro Arashi)